# Martin Doherty
Pour les articles homonymes, voir Doherty.
Martin "Doco" Doherty (11 juillet 1958 - 21 mai 1994) est un volontaire de l'Armée républicaine irlandaise provisoire (IRA). Il est abattu alors que des membres de l'Ulster Volunteer Force (UVF) tentaient de placer une bombe dans un pub à Dublin. Martin Doherty était la première personne à être tuée en république d'Irlande par l'UVF depuis 1975.

## Biographie et activité républicaine irlandaise
Doherty est né le 11 juillet 1958 à Finglas, un quartier de Dublin, dans une famille de cinq frères et six sœurs. Il a joué au football et au football gaélique.
Il rejoint la brigade de Dublin de l'IRA après la mort de dix grévistes de la faim lors de du mouvement de 1981. En 1982, Doherty a été arrêté et emprisonné à la prison de Portlaoise. Il a été libéré en 1988. Après sa sortie de prison, Doherty a commencé à travailler comme ouvrier dans le BTP. Il a repris du service actif lors la campagne de l'IRA en Angleterre. Doherty a été arrêté lors de sa deuxième visite en Angleterre et accusé d'avoir préparer une pose de bombes, avant d'être libéré en janvier 1991 en raison de l'absence de preuves et de rentrer chez lui en république d'Irlande,. Il a reçu une ordonnance d'exclusion l'empêchant d'entrer au Royaume-Uni.

## Décès

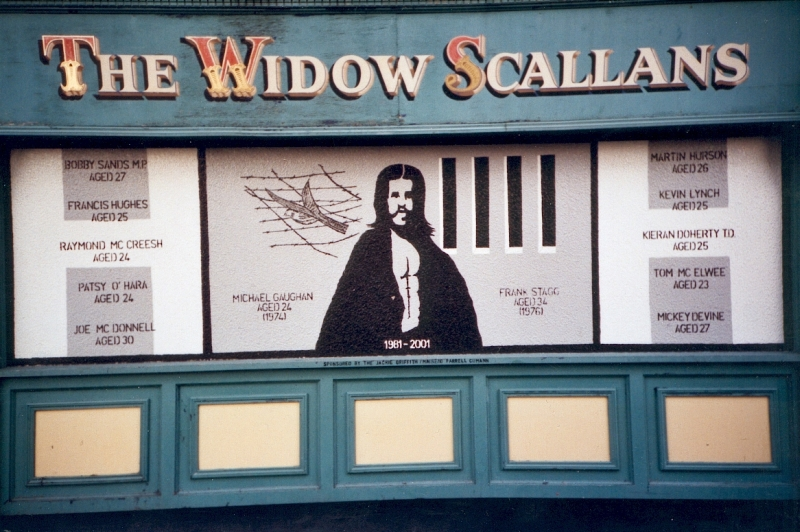
Le Widow Scallans, un pub à Dublin

Le 21 mai 1994, un événement était organisé par le Sinn Féin pour collecter des fonds pour les familles des prisonniers de l'IRA au Widow Scallans un pub de Dublin,. Doherty travaillait comme videur au pub et s'est méfié de deux hommes qui tentaient d'y entrer. Doherty a été abattu de trois balles et est décédé plus tard à l'hôpital,. Paddy Burke, un autre videur, a été grièvement blessé après avoir reçu une balle dans la gorge à travers la porte du pub. Les hommes armés ont quitté les lieux dans une voiture conduite par un troisième homme, laissant derrière eux le sac qui contenait une bombe de 9 kilos. Le détonateur de la bombe a explosé mais les principaux explosifs ne se sont pas enflammés. La police a déclaré qu'un massacre avait été évité comme la bombe n'a pas explosé correctement.
La tentative d'attentat à la bombe était la première à Dublin depuis les années 1970, et Doherty a été la première personne tuée en république d'Irlande par l'UVF depuis novembre 1975,. L'UVF a publié une déclaration revendiquant la responsabilité des fusillades et des tentatives d'attentat à la bombe, affirmant qu'ils avaient "frappé au cœur même du mouvement républicain dans sa propre arrière-cour" et que "l'UVF avertirait l'IRA et le gouvernement de Dublin que le peuple d'Ulster ne serat ni contraint ni persuadé et restera maître de leur destin".